# ملفين دوغلاس
ملفين دوغلاس (بالإنجليزية: Melvin Douglas) هو مصارع هاوي أمريكي، ولد في 21 أغسطس 1963 في توبيكا في الولايات المتحدة.

## وصلات خارجية
- ملفين دوغلاس على موقع قاعدة بيانات المصارعة الدولية (الإنجليزية)
- ملفين دوغلاس على موقع أوليمبيديا (الإنجليزية)
- ملفين دوغلاس على موقع قاعة كنساس للمشاهير الرياضية (مؤرشف) (الإنجليزية)